# Chiesa di San Sebastiano (Teti)
La chiesa di San Sebastiano è una chiesa campestre situata in territorio di Teti, centro abitato della Sardegna centrale. Consacrata al culto cattolico, fa parte della parrocchia di Santa Maria della Neve, arcidiocesi di Oristano.